# 牛角林大経
『牛角林大経』（ごかくりんだいきょう、巴: Mahāgosiṅga-sutta, マハーゴーシンガ・スッタ）とは、パーリ仏典経蔵中部に収録されている第32経。『大牛角沙羅林経』（だいごかくさらりんきょう）、『大ゴーシンガ経』（だいゴーシンガきょう）とも。
類似の伝統漢訳経典としては、『中阿含経』（大正蔵26）の第184経「牛角娑羅林経」がある。
釈迦が、ゴーシンガ（牛角）の沙羅林で、6人の弟子たちと会話を交わし、彼らを励ます。

## 日本語訳
- 『南伝大蔵経・経蔵・中部経典1』（第9巻） 大蔵出版
- 『パーリ仏典 中部（マッジマニカーヤ）根本五十経篇II』 片山一良訳 大蔵出版
- 『原始仏典 中部経典1』（第4巻） 中村元監修 春秋社